# Grand Prix Formule 1 van Groot-Brittannië 1951
De Grand Prix Formule 1 van Groot-Brittannië 1951 werd gehouden op 14 juli op het circuit van Silverstone. Het was de vijfde race van het seizoen.

## Uitslag
| Pos. | Nr.                        | Coureur    | Constructeur | Rondes           | Tijd / Oorzaak uitval | Grid | Punten |
| ---- | -------------------------- | ---------- | ------------ | ---------------- | --------------------- | ---- | ------ |
| 1    | José Froilán González      | Ferrari    | 90           | 2:42:18.2        | 1                     | 8    |        |
| 2    | Juan Manuel Fangio         | Alfa Romeo | 90           | +51.0            | 2                     | 6    |        |
| 3    | Luigi Villoresi            | Ferrari    | 88           | +2 Rondes        | 5                     | 4    |        |
| 4    | Felice Bonetto             | Alfa Romeo | 87           | +3 Rondes        | 7                     | 3    |        |
| 5    | Reg Parnell                | BRM        | 85           | +5 Rondes        | 20                    | 2    |        |
| 6    | Consalvo Sanesi            | Alfa Romeo | 84           | +6 Rondes        | 6                     |      |        |
| 7    | Peter Walker               | BRM        | 84           | +6 Rondes        | 19                    |      |        |
| 8    | Brian Shawe-Taylor         | ERA        | 84           | +6 Rondes        | 12                    |      |        |
| 9    | Peter Whitehead            | Ferrari    | 83           | +7 Rondes        | 8                     |      |        |
| 10   | Louis Rosier               | Talbot     | 83           | +7 Rondes        | 9                     |      |        |
| 11   | Bob Gerard                 | ERA        | 82           | +8 Rondes        | 10                    |      |        |
| 12   | Duncan Hamilton            | Talbot     | 81           | +9 Rondes        | 11                    |      |        |
| 13   | Johnny Claes               | Talbot     | 80           | +10 Rondes       | 14                    |      |        |
| NF   | Nino Farina                | Alfa Romeo | 75           | Koppeling        | 3                     | 1S   |        |
| NF   | Joe Kelly                  | Alta       | 75           | Niet geklasseerd | 18                    |      |        |
| NF   | Alberto Ascari             | Ferrari    | 56           | Versnellingsbak  | 4                     |      |        |
| NF   | Philip Fotheringham-Parker | Maserati   | 46           | Olielek          | 16                    |      |        |
| NF   | David Murray               | Maserati   | 45           | Motor            | 15                    |      |        |
| NF   | Louis Chiron               | Talbot     | 41           | Remmen           | 13                    |      |        |
| NF   | John James                 | Maserati   | 23           | Radiator         | 17                    |      |        |

## Noot
- Dit was het debuut in het Formule 1 Wereldkampioenschap voor de Britse coureurs Duncan Hamilton, Philip Fotheringham-Parker en John James.
- Eerste pole position, rondes als raceleider en Grand Prix-winst voor José Froilán González.
- Eerste ronde als raceleider voor Felice Bonetto.

1926 · 1927 · 1948 · 1949 · 1950 · 1951 · 1952 · 1953 · 1954 · 1955 · 1956 · 1957 · 1958 · 1959 · 1960 · 1961 · 1962 · 1963 · 1964 · 1965 · 1966 · 1967 · 1968 · 1969 · 1970 · 1971 · 1972 · 1973 · 1974 · 1975 · 1976 · 1977 · 1978 · 1979 · 1980 · 1981 · 1982 · 1983 · 1984 · 1985 · 1986 · 1987 · 1988 · 1989 · 1990 · 1991 · 1992 · 1993 · 1994 · 1995 · 1996 · 1997 · 1998 · 1999 · 2000 · 2001 · 2002 · 2003 · 2004 · 2005 · 2006 · 2007 · 2008 · 2009 · 2010 · 2011 · 2012 · 2013 · 2014 · 2015 · 2016 · 2017 · 2018 · 2019 · 2020 · 2021 · 2022 · 2023 · 2024 · 2025 · 2026 · 2027 · 2028 · 2029 · 2030 · 2031 · 2032 · 2033 · 2034